# Rühen
Rühen ist eine Gemeinde im Landkreis Gifhorn im Osten des Landes Niedersachsen. Die Gemeinde Rühen ist Mitgliedsgemeinde der Samtgemeinde Brome und liegt an der B 244 in unmittelbarer Nachbarschaft zur Stadt Wolfsburg.

## Geographie

### Geographische Lage
Die Gemeinde Rühen gliedert sich in die folgenden Ortsteile:
- Rühen (3820 Einwohner)
- Brechtorf (1170 Einwohner)
- Eischott (811 Einwohner)[2]

Rühen liegt in der geschichtlichen Landschaft des Vorsfelder Werders, einem eiszeitlichen Geestrücken. Das Gemeindegebiet befindet sich am Westrand des Niedermoorgebiets Drömling. Der Ort Rühen ist von drei Seiten von Niederungsgebieten umgeben. Nordöstlich liegt das Naturschutzgebiet Giebelmoor mit dem gemeindefreien Gebiet Giebel. Der Mittellandkanal führt durch den Osten des Gemeindegebiets. Ein Teil der Gemeindegrenze bildet zugleich die Grenze zwischen Niedersachsen und Sachsen-Anhalt. Brechtorf liegt einen Kilometer südlich des Ortes Rühen, Eischott von dort aus zwei Kilometer Richtung Westen. Parsau liegt fünf Kilometer nördlich, Kaiserwinkel sieben Kilometer nordöstlich und Grafhorst sechs Kilometer südöstlich.

### Nachbargemeinden
Die nachfolgenden Städte und Gemeinden grenzen an die Gemeinde Rühen. Sie werden im Uhrzeigersinn beginnend im Westen genannt:
- Wolfsburg
- Tiddische
- Parsau
- Giebel (gemeindefreies Gebiet)
- Oebisfelde-Weferlingen
- Grafhorst
- Danndorf

## Geschichte

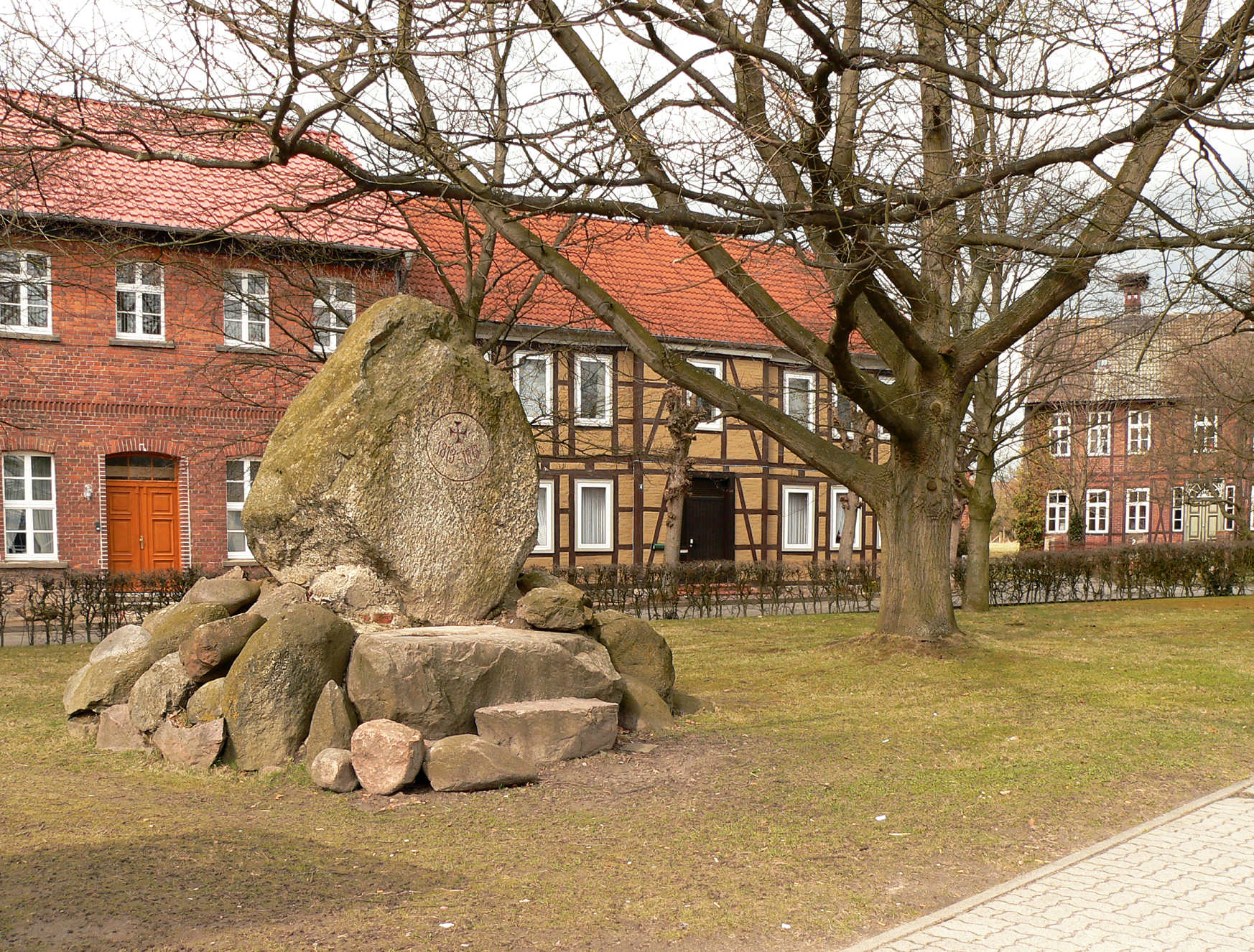
Das Innere des Rundlings mit Kriegerdenkmal

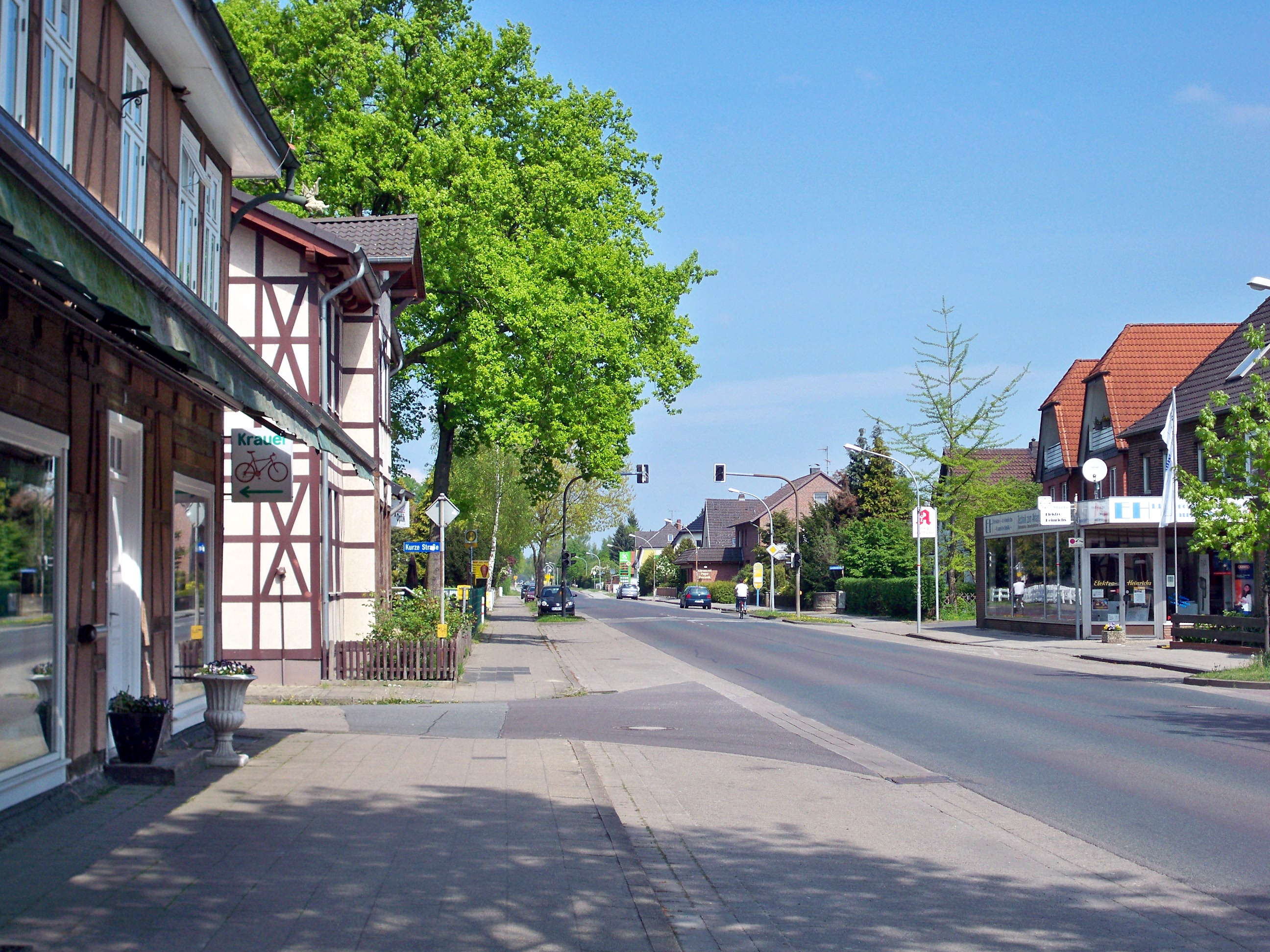
Hauptstraße Richtung Norden

Der Ort Rühen wurde bereits 1366 als Rughinghe urkundlich erwähnt. Erst ab 1658 ist Rühen geläufig. Die Bedeutung des Namens ist umstritten. Vermutlich bedeutet der Name „Salweidenstand“. Rühen entstand neben den anderen Siedlungen des Vorsfelder Werders im 12. Jahrhundert als wendisches Rundlingsdorf. Viele wendische Flurnamen und der gut erkennbare Rundling im Süden des Ortes erinnern daran. Jahrhundertelang gehörte Rühen zum Einzugsbereich des Werder-Hauptortes Vorsfelde, das bis in die Nachkriegsjahre des Zweiten Weltkriegs auch Kirchort war. Somit war Rühen braunschweigisch.
Der Drömling spielte für die Rühener Bauern eine große Rolle, zunächst als Holzlieferant und Viehweide. Oft kam es aber vor, dass nach heftigen Niederschlägen das Heu auf den dann überfluteten Moorwiesen schwamm. Daher war auch der Holzeinschlag nur im Winter möglich, wenn das Niedermoor gefroren war. Der Baumbestand wurde parzellenweise abgeholzt, um Brennmaterial zu gewinnen; Weidenzweige wurden als Flechtmaterial für Körbe und Kiepen geerntet. Dadurch wurde der Baumbestand nie älter als rund zehn Jahre. Auch die umliegenden Ortschaften hatten ein Anrecht auf Holzeinschlag im Drömling, was sich noch in Flurbezeichnungen wie „Tiddischer Drömling“ oder „Hoitlinger Drömling“ widerspiegelt.
Ackerbau wurde auf den Niedermoorflächen erst durch die Rimpauschen Moordammkulturen möglich, die in den 1930er Jahren angelegt wurden. Dies geschah hauptsächlich durch den nationalsozialistischen Reichsarbeitsdienst. In Rühen bestand ein Lager des Reichsarbeitsdienstes, das nahe am Kanal lag. Von 1944 bis zum Ende des Zweiten Weltkriegs wurde es als Lager für Säuglinge und Kleinkinder  ausländischer Zwangsarbeiterinnen genutzt. Ein großer Teil der Kinder starb dort im Säuglingsalter wegen Vernachlässigung.
Nahe dem Ortsteil Brechtorf lag bis zum 19. Jahrhundert der Wipperteich. Er war bis zu seiner Trockenlegung 1841 mit 200 Hektar Fläche das größte Gewässer im Herzogtum Braunschweig. Er diente der Fischzucht und dem Betrieb der Wippermühle.
Nach dem Ende des Zweiten Weltkrieges war Rühen bis zur Wende Grenzkontrollstelle und Zollhafen für den Güterverkehr durch die DDR nach Berlin.
Bis zur niedersächsischen Kommunalreform am 1. Juli 1972 gehörte Rühen zum Landkreis Helmstedt. Die Gemeinde Rühen bildete mit den teilweise ebenfalls neu zugeschnittenen Gemeinden Tiddische, Bergfeld und Parsau die Samtgemeinde Rühen im Landkreis Gifhorn, bevor die vier Gemeinden am 15. März 1974 Teile der Samtgemeinde Brome wurden.
Nach dem Krieg wuchsen die Gemeinde und insbesondere der Ort Rühen sehr schnell. Waren es zunächst Flüchtlinge und Vertriebene, die im Norden Rühens bauten, so bauten in den 1970er und 1980er Jahren vor allem Mitarbeiter des Volkswagenwerkes Wolfsburg im Ostteil des Ortes. Inzwischen sind auch im Westen Rühens Baugebiete ausgewiesen und bebaut worden. Die Einwohnerzahl stieg von 679 (1939) auf 3820 (31. Dezember 2019). Die Einwohnerzahl der Gemeinde Rühen liegt seit 2013 über 5.000, mit steigender Tendenz.

### Eisenbahngeschichte

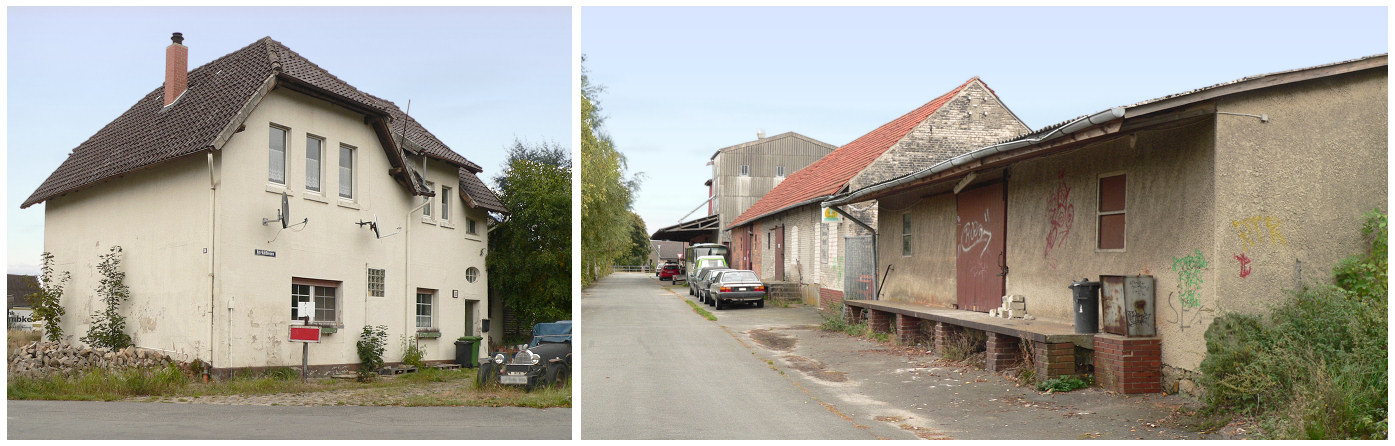
Ehemaliger Bahnhof, links Bahnhofsgebäude, rechts Lagerschuppen

Rühen besitzt einen stillgelegten Bahnhof sowie 2005 stillgelegte Gleisanlagen, die von der Kleinbahn Wittingen-Oebisfelde GmbH und ab 1944 von der OHE (Osthannoversche Eisenbahnen) genutzt wurden. Die Strecke verband ab 1909 Rühen mit Oebisfelde und Wittingen. 1944 wurde ein Zug östlich der Kanalbrücke von einer Bombe getroffen. Es gab drei Tote. Durch die Demarkationslinie zwischen der britischen und der sowjetischen Besatzungszone kam der Zugverkehr nach Oebisfelde 1945 zum Erliegen. Die Strecke wurde zunächst noch in nördlicher Richtung (Wittingen) genutzt. Sie hatte eine gewisse Bedeutung für Pendler zum VW-Werk in Wolfsburg, die allerdings ab Rühen mit dem Bus nach Wolfsburg fahren mussten. 1974 wurde der Personenverkehr eingestellt. 2008 wurde ein Teil des Bahnhofsgeländes als Gewerbegebiet, der andere Teil als Wohngebiet ausgewiesen.

### Eingemeindungen
Am 1. Juli 1972 wurden die Gemeinden Brechtorf und Eischott eingegliedert.

### Einwohnerentwicklung
Durch ihre Lage im Wolfsburger Umland weist die Gemeinde Rühen ein außergewöhnlich starkes Bevölkerungswachstum von durchschnittlich 2,03 % (Zeitraum: 2011–2017) pro Jahr auf. Seit 1970 wuchs die Bevölkerung um mehr als das 2,5fache.
| Gemeinde Rühen – Bevölkerungsentwicklung seit 1970 | Gemeinde Rühen – Bevölkerungsentwicklung seit 1970 | Gemeinde Rühen – Bevölkerungsentwicklung seit 1970 | Gemeinde Rühen – Bevölkerungsentwicklung seit 1970 | Gemeinde Rühen – Bevölkerungsentwicklung seit 1970 |
| Entwicklung | Jahr                                               | Einwohner                                          | Jahr                                               | Einwohner                                          |
| --- | -------------------------------------------------- | -------------------------------------------------- | -------------------------------------------------- | -------------------------------------------------- |
| Die zur Anzeige dieser Grafik verwendete Erweiterung wurde dauerhaft deaktiviert. Wir arbeiten aktuell daran, diese und weitere betroffene Grafiken auf ein neues Format umzustellen. (Mehr dazu) |                                                    |                                                    |                                                    |                                                    |
| 1970 | 2.264                                              | 2010                                               | 4.890                                              |                                                    |
| 1975 | 2.470                                              | 2011                                               | 4.891                                              |                                                    |
| 1980 | 2.790                                              | 2012                                               | 4.968                                              |                                                    |
| 1985 | 3.305                                              | 2013                                               | 5.103                                              |                                                    |
| 1990 | 3.286                                              | 2014                                               | 5.355                                              |                                                    |
| 1995 | 4.093                                              | 2015                                               | 5.488                                              |                                                    |
| 2000 | 4.432                                              | 2016                                               | 5.479                                              |                                                    |
| 2005 | 4.804                                              | 2017                                               | 5.587                                              |                                                    |
| 2008 | 4.859                                              | 2018                                               | 5.621                                              |                                                    |
| Stand jeweils am 31. Dezember, sofern nicht anders angegeben. Quelle 2008/09 und 2018: Wenn nicht anders angegeben: Quelle: Landesamt für Statistik Niedersachsen.                                |                                                    |                                                    |                                                    |                                                    |

## Religion

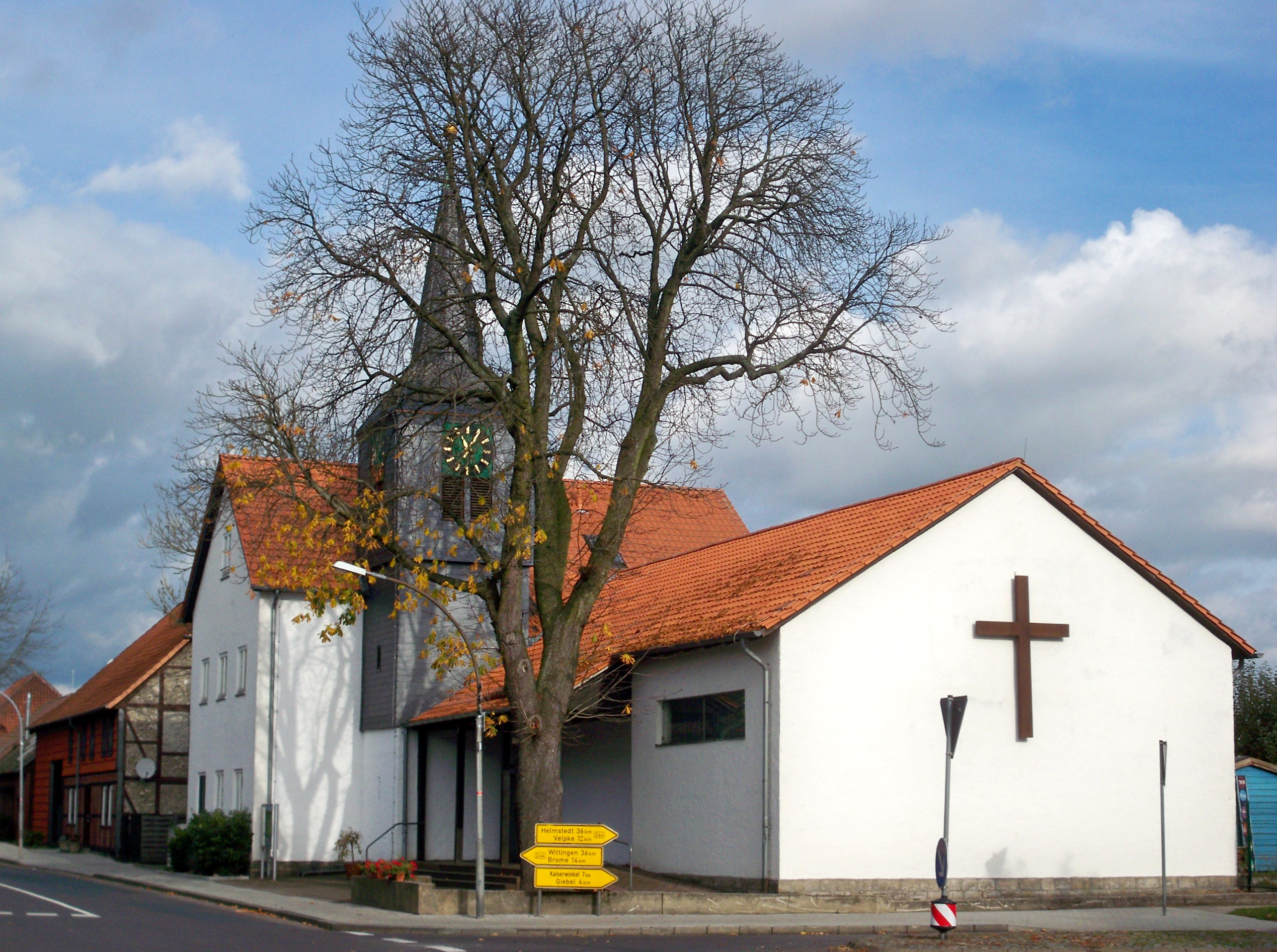
St.-Paulus-Kirche

Bis 1951 war Rühen keine selbstständige Kirchengemeinde, sondern Diakonat der Evangelisch-lutherischen Kirchengemeinde St. Petrus in Vorsfelde; bis 1958 wurde die Gemeinde von St. Johannes (Vorsfelde III) aus verwaltet. Durch den Umbau der ehemaligen Volksschule durch Friedrich Berndt erhielt Rühen in der Ortsmitte eine Kirche, 1959 erfolgte ihre Einweihung. Die von Helmuth Uhrig gestalteten Buntglasfenster zeigen Szenen aus dem Leben des Paulus von Tarsus, dem Schutzpatron der Kirche. Seit 1958 besteht die Evangelisch-lutherische Kirchengemeinde St. Paulus Rühen; zum „Pfarrgemeindeverband am Drömling“ gehören auch die evangelisch-lutherische Kirchengemeinde Brechtorf-Eischott und seit dem 1. Juli 2012 die Kirchengemeinde Parsau. Die Rühener Kirche heißt ebenfalls St.-Paulus-Kirche, während die Brechtorfer Kirche St.-Markus-Kirche heißt. In Eischott gibt es seit 2004 einen kirchlichen Andachtsraum im Gebäude des ehemaligen „Kalthauses“, dem früheren Kühlhaus der dörflichen Gefriergemeinschaft.

## Politik

### Rat
Der Rat der Gemeinde Rühen setzt sich aus 17 Mitgliedern zusammen.
Bei der Kommunalwahl 2021 ergab sich folgende Sitzverteilung:
- CDU: 7 Sitze
- SPD: 4 Sitze
- FWG (Freie Wählergemeinschaft): 3 Sitze
- PUL (Parteiunabhängige Liste): 1 Sitz
- Bündnis 90/Die Grünen: 1 Sitz
- AFD: 1 Sitz

(Stand: November 2021)

### Bürgermeister
Bürgermeister ist seit dem 24. November 2021 Theo Bossert (parteilos).

### Wappen
Die Wappenbeschreibung lautet: In Grün ein aus einem silbernen (weißen) Rundlingssymbol herauswachsender silberner (weißer) dreiblättriger Salweidenzweig.

## Kultur und Sehenswürdigkeiten

### Bauwerke
- Liste der Baudenkmale in Rühen

### NS-Gedenkstätten

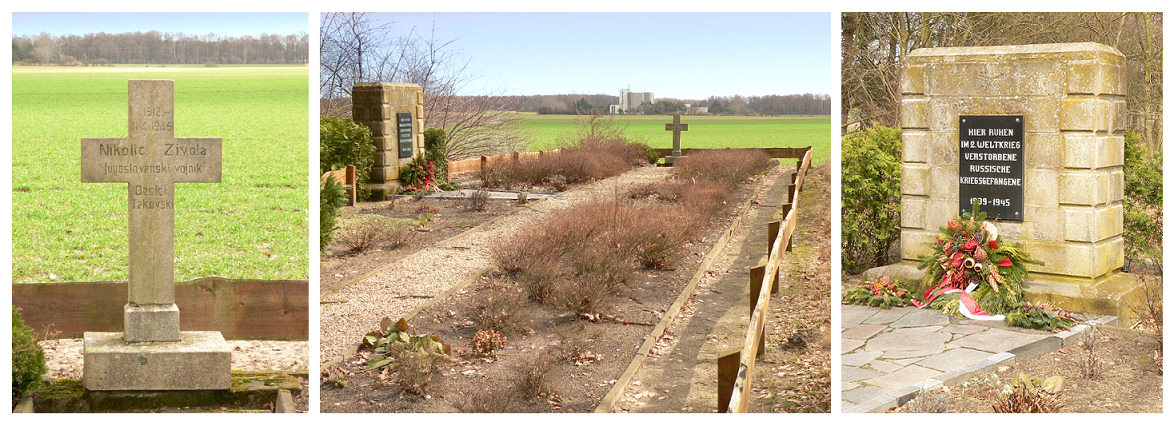
Kriegsgräberstätte Rühen

Etwa einen Kilometer nördlich von Rühen an der B 244 befindet sich eine Kriegsgräberstätte mit einem Denkmal und einem Kreuz. Hier sind während des Zweiten Weltkriegs 76 Tote bestattet worden, die in Zwangsarbeiterlagern der Umgegend verstorben sind. Es handelt sich überwiegend um sowjetische Kriegsgefangene, die Zwangsarbeit im nahen Volkswagenwerk Wolfsburg leisteten.

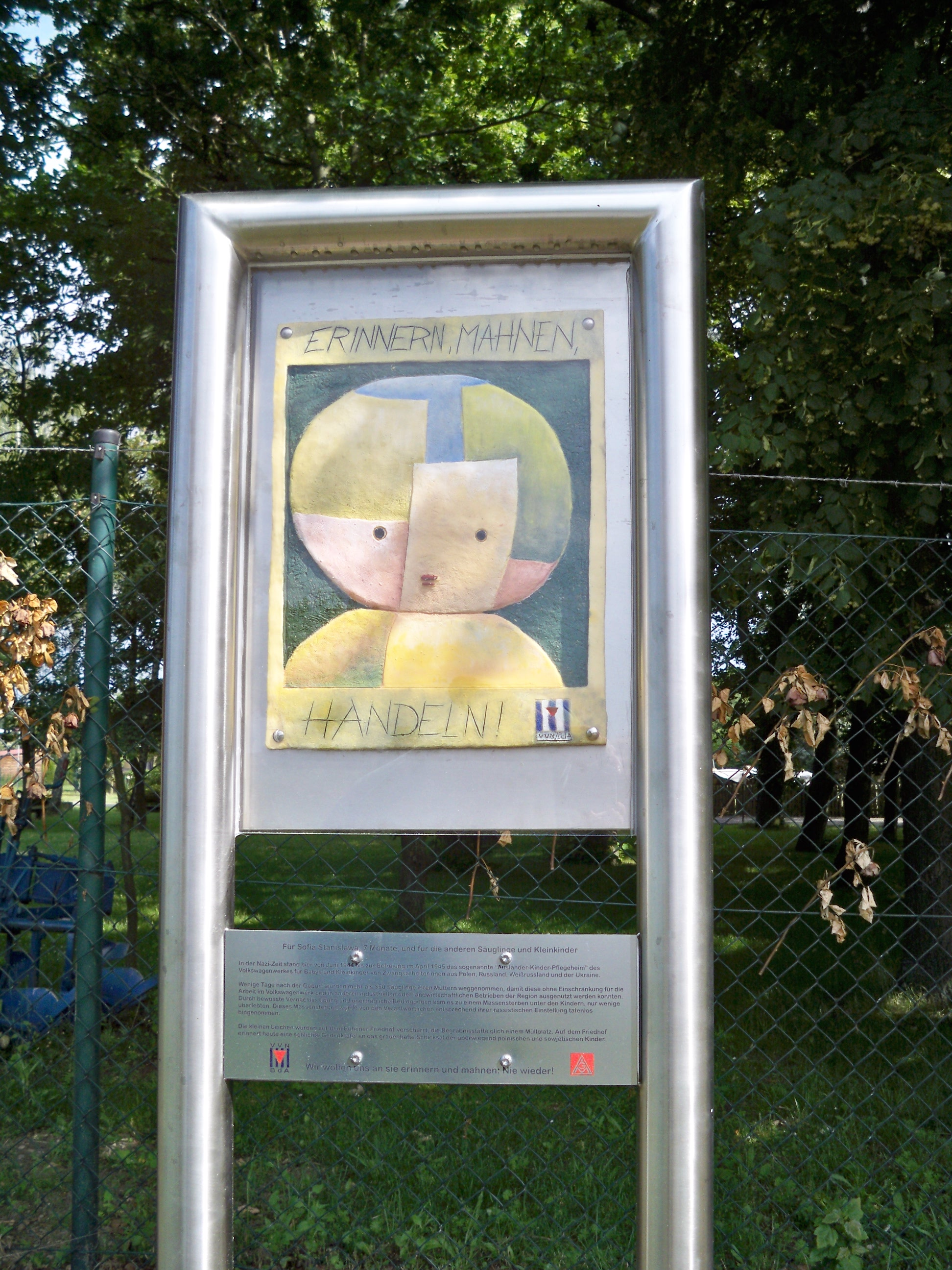
Gedenktafel für die Verstorbenen des Kinderlagers

Seit den 1930er Jahren bestand am Ortsrand an der B 244 zwischen Rühen und der Straßenbrücke über den Mittellandkanal ein Lager. Ab 1944 diente es, ebenso wie die Ausländerkinder-Pflegestätte Velpke, als Lager für Säuglinge und Kleinkinder von ausländischen Zwangsarbeiterinnen, die im Volkswagenwerk in Wolfsburg und in landwirtschaftlichen Betrieben eingesetzt waren. Wegen der mangelhaften hygienischen Verhältnisse und der schlechten Versorgung starben die meisten Kinder. Es kamen über 300 Säuglinge um.
Der verantwortliche Arzt Hans Körbel, leitender Werksarzt des Volkswagenwerkes, wurde bei einem Kriegsverbrecherprozess in Helmstedt am 24. Juni 1946 zum Tode durch den Strang verurteilt und am 7. März 1947 im Zuchthaus Hameln hingerichtet. Eine Frau, die für das Heim zuständig war, wurde ebenso zum Tode verurteilt; ihre Strafe wurde in eine lebenslange Haftstrafe umgewandelt. Eine weitere Frau wurde mit fünf Jahren Zuchthaus bestraft. Auf dem Friedhof in Rühen erinnert heute eine Gedenktafel an das Schicksal der polnischen und sowjetischen Kinder mit der Aufschrift (auszugsweise):
Hier ruhen über 100 russische und polnische Kinder, die im Kinderlager Rühen 1944–1945 Opfer der nationalsozialistischen Gewaltherrschaft wurden. Im Alter von wenigen Tagen wurden sie ihren Müttern weggenommen und kamen jämmerlich zu Tode.

### Freizeit

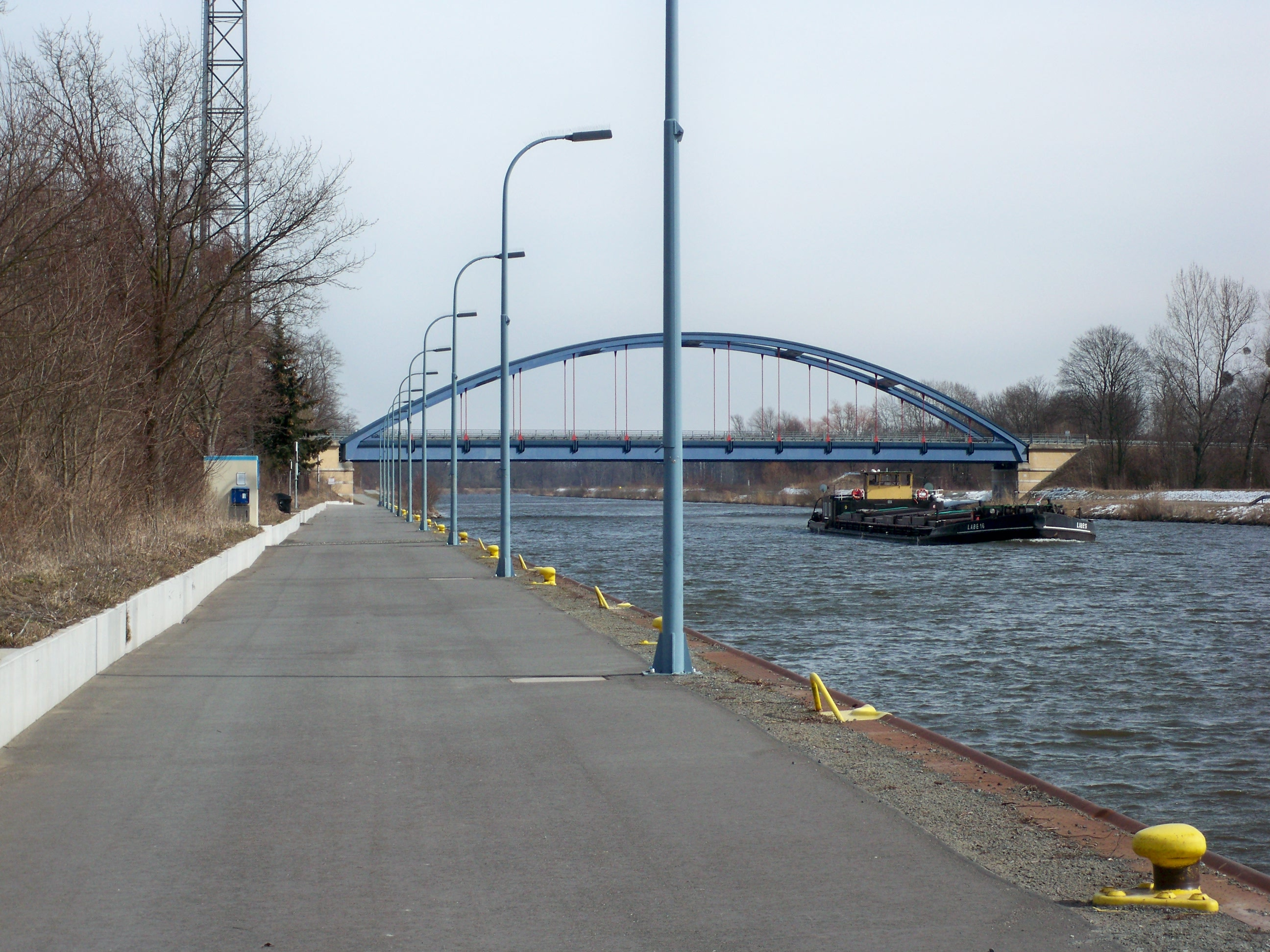
Hafen Rühen am Mittellandkanal

- Der Drömling liegt in unmittelbarer Nähe und bietet Möglichkeiten zu Spaziergängen, Wanderungen und Radtouren.
- Es gibt im Ort Rühen 13 Vereine, darunter die Kyffhäuser Kameradschaft Rühen. Seit 1979 besteht der Bulldog-Club Drömling, der sich historischen Landmaschinen widmet.

### Sport
Der größte sportliche Erfolg in der Gemeinde gelang der Gruppe Happy Beatles im TV Jahn Rühen. 2006 wurden die jungen Frauen als Team Deutscher Meister im Jazz und Modern Dance, 2009 Deutscher Vizemeister.

## Wirtschaft und Infrastruktur

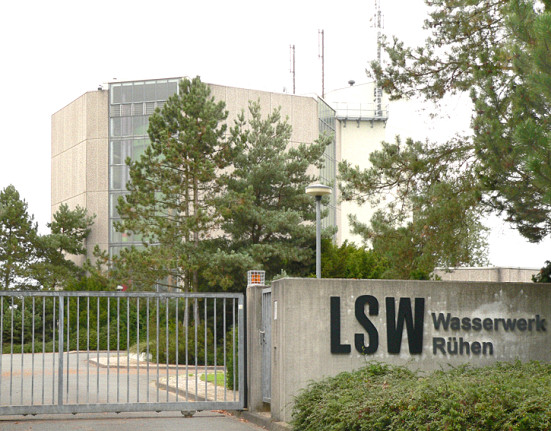
Wasserwerk Rühen

Rühen hat mehrere handwerkliche Kleinbetriebe sowie eine relativ zur Größe hohe Zahl an Einzelhandelsbetrieben. Ärzte und Apotheke befinden sich ebenfalls am Ort. Vom einstigen Hauptwirtschaftszweig, der Landwirtschaft, existieren nur noch drei Haupterwerbsbetriebe und ein Nebenerwerbsbetrieb.
Nordöstlich von Rühen befindet sich das im Jahre 1977 in Betrieb genommene Wasserwerk Rühen der LSW mit insgesamt elf Tiefbrunnen, über welche die Stadt Wolfsburg mit Trinkwasser aus dem Drömling versorgt wird. Das aufbereitete Trinkwasser befindet sich im weichen bis mittleren Härtebereich. Etwa ein Drittel des Wolfsburger Trinkwassers wird hier gefördert. Die Einwohner der Gemeinde Rühen erhalten ihr Trinkwasser hingegen überwiegend aus Eischott.
Von Rühen führt die B 244 nach Parsau und Grafhorst. Eine Landesstraße verbindet Rühen mit Wolfsburg, eine Kreisstraße führt nach Kaiserwinkel. Busse verkehren  nach Wolfsburg und nach Brome sowie nach Ehra-Lessien und Bergfeld.
Der Hafen Rühen am Mittellandkanal – vom Typ her eine Lände – wird als Liegeplatz von Schiffen aller Art genutzt.

### Bildung
In Rühen befinden sich ein Kindergarten, eine Grund-, eine Real- und eine Hauptschule. Bis zum September 2005 waren die Haupt- und Realschule in einem Gebäudekomplex vereint und unter dem Namen HRS am Drömling bekannt. Mit dem Wegfall der Orientierungsstufe in Niedersachsen wurden die Haupt- und Realschule durch die Samtgemeinde Brome unter massivem Protest getrennt. Die  Hauptschule unter dem Namen Johannes-Gutenberg-Schule  Rühen – Hauptschule befindet sich jetzt im Gebäude der ehemaligen Orientierungsstufe. Die Realschule gab sich den Namen Realschule am Drömling Rühen.

## Naturschutz
Südlich des Mittellandkanals ist ein Teil des Gemeindegebietes als Naturschutzgebiet „Politz und Hegholz“ ausgewiesen. Teile des südlichen und östlichen Gemeindegebietes gehören zum Landschaftsschutzgebiet „Drömling“.